# Jameson Mbilini Dlamini
Prince Jameson Mbilini Dlamini (* 5. August 1932; † 5. Juni 2008) war Premierminister von Swasiland (heute: Eswatini) in der Zeit vom 4. November 1993 bis zum 8. Mai 1996.
Vor seiner Ernennung zum Premierminister hatte er bereits seit Oktober 1991 als Minister für Öffentliche Angelegenheiten dem Kabinett angehört. In seiner Regierungszeit mit seinem 17 Personen umfassenden Kabinett versuchte er wirtschaftliche und politische Probleme des Landes zu lösen. Das misslang ihm völlig. Eine Opposition aus Gewerbetreibenden, Gewerkschaften und verbotenen, aber tolerierten Parteien weitete mit Kundgebungen und Streiks den Widerstand gegen die Regierung Dlamini stets weiter aus. Das führte dazu, dass König Mswati III. den Premierminister fallen ließ und ihn auf einen Botschafterposten versetzte.